# Мутарриф ибн Муса
Мута́рриф ибн Муса́ (исп. Mutarrif ibn Musa; убит в феврале 799, Памплона) — вали Памплоны (788/798—799).

## Биография
Мутарриф был сыном главы мувалладской семьи Бану Каси Мусы I ибн Фортуна.
Испано-мусульманские историки указывали в своих хрониках разные даты получения Мутаррифом должности вали Памплоны. Одни утверждали, что это произошло в 788 году, связывая назначение с помощью, оказанной отцом Мутаррифа эмиру Кордовы Хишаму I в подавлении мятежа в Сарагосе. Эти хроники также сообщают, что в 790 году мачеха Мутаррифа вместе с сыном Мусой II ибн Мусой бежала из Сарагосы в Памплону и вышла здесь замуж за одного из местных знатных басков Иньиго Хименеса, что положило начало длительному союзу между Бану Каси и членами династии Ариста. Согласно сведениям других историков, Мутарриф получил Памплону от эмира аль-Хакама I только в 798 году.
В феврале 799 года в Памплоне произошло восстание, поднятое сторонниками союза с Франкским государством. В результате нападения Мутарриф ибн Муса был убит. Согласно мнению некоторых историков, новым вали Памплоны стал Иньиго Хименес, но современных событиям документов, подтверждающих это, пока не обнаружено. Большинство историков считает, что новым правителем города с титулом графа был избран глава восставших Веласко Галиндес из семьи Веласкотенес и что с этого времени Памплона навсегда обрела независимость от Кордовского эмирата.